# Premier League de Belice 2012
La Liga Premier de Belice 2012 fue la primera temporada de la liga de fútbol competitiva más alta en Belice, luego de su fundación en 2011 tras la fusión de la Super Liga de Belice y la Liga Premier de Fútbol de Belice.

## La liga
En octubre de 2011 los equipos fueron invitados a adquirir su membresía para formar parte de la nueva Liga Premier de Belice. A inicios de enero de 2012 se anunció que serían 12 los equipos que participasen de la temporada inaugural de dicho campeonato, siendo estos 6 equipos de la zona norte y 6 equipos de la zona sur.

## Sistema de competencia
Los 12 equipos se dividen en 2 zonas de 6 equipos cada una. Cada equipo jugará 2 veces contra cada uno de sus 5 rivales de grupo para un total de 10 fechas totales.
Finalmente, los primeros 2 lugares de cada grupo se enfrentarán de manera cruzada en la fase final, para definir al campeón del torneo.

## Equipos[1]

### Zona norte
| Equipo               | Ciudad           | Distrito    | Estadio                        |
| -------------------- | ---------------- | ----------- | ------------------------------ |
| Belize Defence Force | San Ignacio      | Cayo        | Estadio Norman Broaster        |
| FC Belize            | Ciudad de Belice | Belice      | MCC Grounds                    |
| Juventus             | Orange Walk Town | Orange Walk | People's Stadium               |
| San Felipe Barcelona | San Felipe       | Orange Walk | San Felipe Football Field      |
| San Pedro Seadogs    | San Pedro        | Belice      | Estadio Municipal de San Pedro |
| World FC             | San Ignacio      | Cayo        | Estadio Norman Broaster        |

### Zona sur
| Equipo              | Ciudad                  | Distrito    | Estadio                  |
| ------------------- | ----------------------- | ----------- | ------------------------ |
| Belmopan Bandits    | Belmopán                | Cayo        | Estadio Isidoro Beaton   |
| Hankook Verdes      | Benque Viejo del Carmen | Cayo        | Estadio Marshalleck      |
| Freedom Fighters    | Punta Gorda             | Toledo      | Toledo Union Field       |
| Placencia Assassins | Independence            | Stann Creek | Placencia Football Field |
| Police United       | Ciudad de Belice        | Belice      | MCC Grounds              |
| San Ignacio United  | Ciudad de Belice        | Belice      | Estadio Norman Broaster  |

## Fase de clasificación

### Grupo Norte
|  | Pos. | Equipos              | PJ | PG | PE | PP | GF | GC | Dif. | PTS | Clasificación |
|  | ---- | -------------------- | -- | -- | -- | -- | -- | -- | ---- | --- | ------------- |
|  | 1º   | Belize Defence Force | 10 | 7  | 2  | 1  | 24 | 5  | +19  | 23  | Semifinales   |
|  | 2º   | FC Belize            | 10 | 5  | 4  | 1  | 12 | 5  | +7   | 19  | Semifinales   |
|  | 3º   | San Pedro Seadogs    | 10 | 4  | 3  | 3  | 20 | 15 | +5   | 15  |               |
|  | 4°   | San Felipe Barcelona | 10 | 4  | 3  | 3  | 14 | 16 | -2   | 15  |               |
|  | 5º   | Juventus             | 10 | 3  | 1  | 6  | 14 | 18 | -4   | 10  |               |
|  | 6°   | World FC             | 10 | 0  | 1  | 9  | 9  | 34 | -25  | 1   |               |
|  |      |                      |    |    |    |    |    |    |      |     |               |

### Grupo Sur
|  | Pos. | Equipos             | PJ | PG | PE | PP | GF | GC | Dif. | PTS | Clasificación |
|  | ---- | ------------------- | -- | -- | -- | -- | -- | -- | ---- | --- | ------------- |
|  | 1º   | Police United       | 10 | 9  | 1  | 0  | 23 | 3  | +20  | 28  | Semifinales   |
|  | 2º   | Placencia Assassins | 10 | 6  | 2  | 2  | 20 | 8  | +12  | 20  | Semifinales   |
|  | 3º   | San Ignacio United  | 10 | 3  | 4  | 3  | 11 | 12 | -1   | 13  |               |
|  | 4°   | Freedom Fighters    | 10 | 2  | 3  | 5  | 13 | 20 | -7   | 9   |               |
|  | 5º   | Belmopan Bandits    | 10 | 1  | 4  | 5  | 6  | 13 | -7   | 7   |               |
|  | 6°   | Hankook Verdes      | 10 | 2  | 0  | 8  | 11 | 28 | -17  | 6   |               |
|  |      |                     |    |    |    |    |    |    |      |     |               |

## Fase final

### Semifinales
| Fechas                   | Local en la ida     | Global  | Local en la vuelta   | Ida   | Vuelta |
| ------------------------ | ------------------- | ------- | -------------------- | ----- | ------ |
| 22 y 28 de abril de 2012 | FC Belize           | 2 - 3   | Police United        | 2 - 2 | 0 - 1  |
| 22 y 28 de abril de 2012 | Placencia Assassins | 2(4-2)2 | Belize Defence Force | 0 - 0 | 2 - 2  |

### Final
| Fechas                   | Local en la ida     | Global | Local en la vuelta | Ida   | Vuelta |
| ------------------------ | ------------------- | ------ | ------------------ | ----- | ------ |
| 22 y 28 de abril de 2012 | Placencia Assassins | 3 - 2  | Police United      | 2 - 1 | 1 - 1  |

| Campeón - Temporada 2012      |
| Placencia Assassins 1° título |